# Poštovní čp. 119 (Prachatice)
Poštovní č. p. 119 historický měšťanský dům s malovaným průčelím ve stylu rané renesance, vzniklý před pol. 16. století spojením dvou gotických domů, situovaný na rohu ulic Poštovní a Solní v Prachaticích. Uliční fasáda má dochované a částečně rekonstruované renesanční průčelí s iluzivní malovanou výzdobou ve formě  diamantové bosáže kolem oken a nárožním kvádrováním. Na fasádě domu do Solní ulice je v úrovni přízemí prezentován fragment středověké gotické malované výzdoby okenní šambrány.  Dům je součástí městské památkové rezervace Prachatice. Od 3. května 1958 chráněná kulturní památka.

## Popis domu
Dvoupatrový nárožní dům na rohu ulic Poštovní a Solní. Čelní fasáda je obrácena do ulice Poštovní, boční fasáda je obrácena do ulice Věžní. Uliční průčelí směřující do Poštovní ulice je tříosé. Boční fasáda do Solní ulice je pětiosá. Fasáda do Poštovní ulice má tři vstupy, středový vstup je hlavním vstupem do objektu a je osazen dvoukřídlými dřevěnými klasicistními dveřmi. Na líci jsou dveře rámové, na rubu svlakové. Dveře jsou uchyceny pomocí točnice s třemi příčníky. Všechny vstupní otvory jsou zaklenuty segmentovým obloukem. Pravý vstup je v místě částečně zazděného původního půlkruhového gotického portálu s iluzivním orámováním. Všechny současné okenní otvory jsou druhotné. Okna jsou dřevěná dvojitá, špaletová, dvoukřídlá, směrem do Poštovní ulice členěná do kříže. Na fasádě do Solní ulice, na čtvrté ose, je v úrovni prvního patra vysunut na krakorce arkýř s čelním a dvěma bočními okénky. Arkýř je nesen dvěma kamennými krakorci a je zastřešen pultovou stříškou z bobrovek. Průčelí domu je hladké, světle okrové barvy, členěné pouze dvojitou kordonovou římsou, spodní římsa je pouze malovaná a je z 16. století, horní jednoduchá plastická římsa je klasicistní. Na fasádě byla v roce 1996 částečně restaurována renesanční malovaná dekorativní výzdoba. Původní okenní otvory byly vyznačeny ustupující omítkou v ploše otvoru. Původní okenní otvory mají malované šambrány, malovaný je rovněž gotický portál původního vjezdu, kordonová římsa pod atikovým patrem a nárožní bosáž. V úrovni druhého (původně atikového) patra je na fasádě do Poštovní ulice vymalován erb. Na fasádě do Poštovní ulice je rovněž v přízemí, na oválné  kartuši, vymalované číslo domu tak, jak bylo nalezeno na barokní omítkové vrstvě (jde o původní první číslování domů ze 70. let 18. století, je dochováno na více domech ve městě). Nad římsou je částečně dochováno atikové polopatro, ale bez vrcholové atiky ve formě obloučků. Povrch zdiva, zejména v přízemí, je velmi nerovný, omítka respektuje nerovný povrch kamenného zdiva, které sahá až do úrovně atikového patra. Většina hmoty objektu je ještě středověká, atikové patro bylo nastavěno až v 16. století a je již cihelné. Střecha objektu je sedlová, na nároží zvalbená. Střešní rovinu směrem do Poštovní ulice prolamují dva vikýře, které mají sedlové oplechované stříšky s valbou a plechovými věžičkami. Dvorní průčelí je hladké, prolomeno řadou okenních otvorů různých velikostí. Malý obdélný dvorek je obehnán ze všech stran zdmi domů,

### Fragment středověké fasády s malovanou výzdobou okenní šambrány

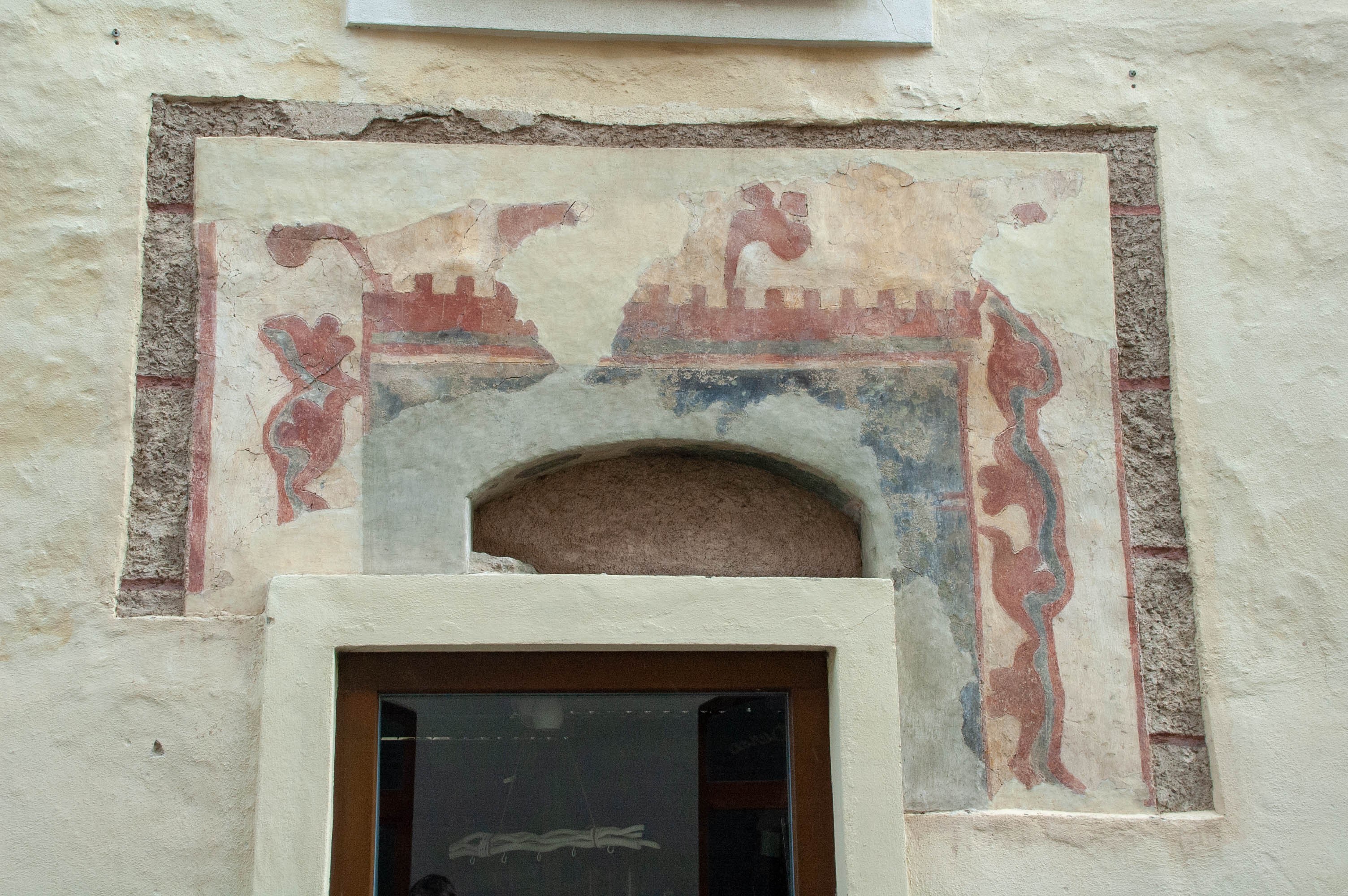
Detail fragmentu středověké výzdoby fasády do Solní ulice

Fasáda do Solní ulice obsahuje hodnotný fragment středověké gotické fasády s malovanou okenní šambránou, který prezentuje nejstarší nalezenou omítkovou vrstvu s výzdobou. Okenní šambrána je barevně rozdělena na vnější a vnitřní část. Vnitřní část je tmavě šedá a imituje kamenné ostění gotického okna, zaklenutého segmentovým obloukem. Vnější okenní šambrána v horní části obsahuje malovanou římsu s drobným cimbuřím v červené barvě. Plochy vnější části šambrány jsou pojednány okrově žlutě se stylizací plaménkového rostlinného motivu v červeno šedém provedení. Kresby jsou předryty do hladké mírně zvlněné omítky s velmi vysokým podílem vápna. Kolem okenní šambrány je prezentována související tmavě šedá gotická omítka, dělená rytím do pravidelného iluzivního kvádrování, orámovaného červenými linkami, evokující kamenné kvádrové zdivo. Výzdobu lze datovat do první pol. 15. století, nejpravděpodobnější je její vznik již kolem roku 1400. Fragment výzdoby byl restaurován v roce 1999 restaurátorem Hynkem Mertou. 
Dům čp. 119 v Poštovní ulici je součástí hodnotné zástavby na území městské památkové rezervace Prachatice a tvoří významný urbanistický prvek v intravilánu města. Objekt je hodnotný nejen pro dochované fragmenty renesanční fasády, ale také pro zachovalou vnitřní dispozici, historické konstrukce a klenuté prostory ve sklepení, přízemí a prvním patře (částečně klenuté valeně z kamene). Velmi vzácný je rovněž prezentovaný fragment středověké gotické malované výzdoby okenní šambrány na fasádě do Solní ulice. Památková ochrana se vztahuje na celý areál. Fasáda domu dokládá postupný vývoj estetických nároků na fasádní výzdobu měšťanských domů a reprezentaci měšťanů v průběhu středověku a raného novověku. 

## Historie domu

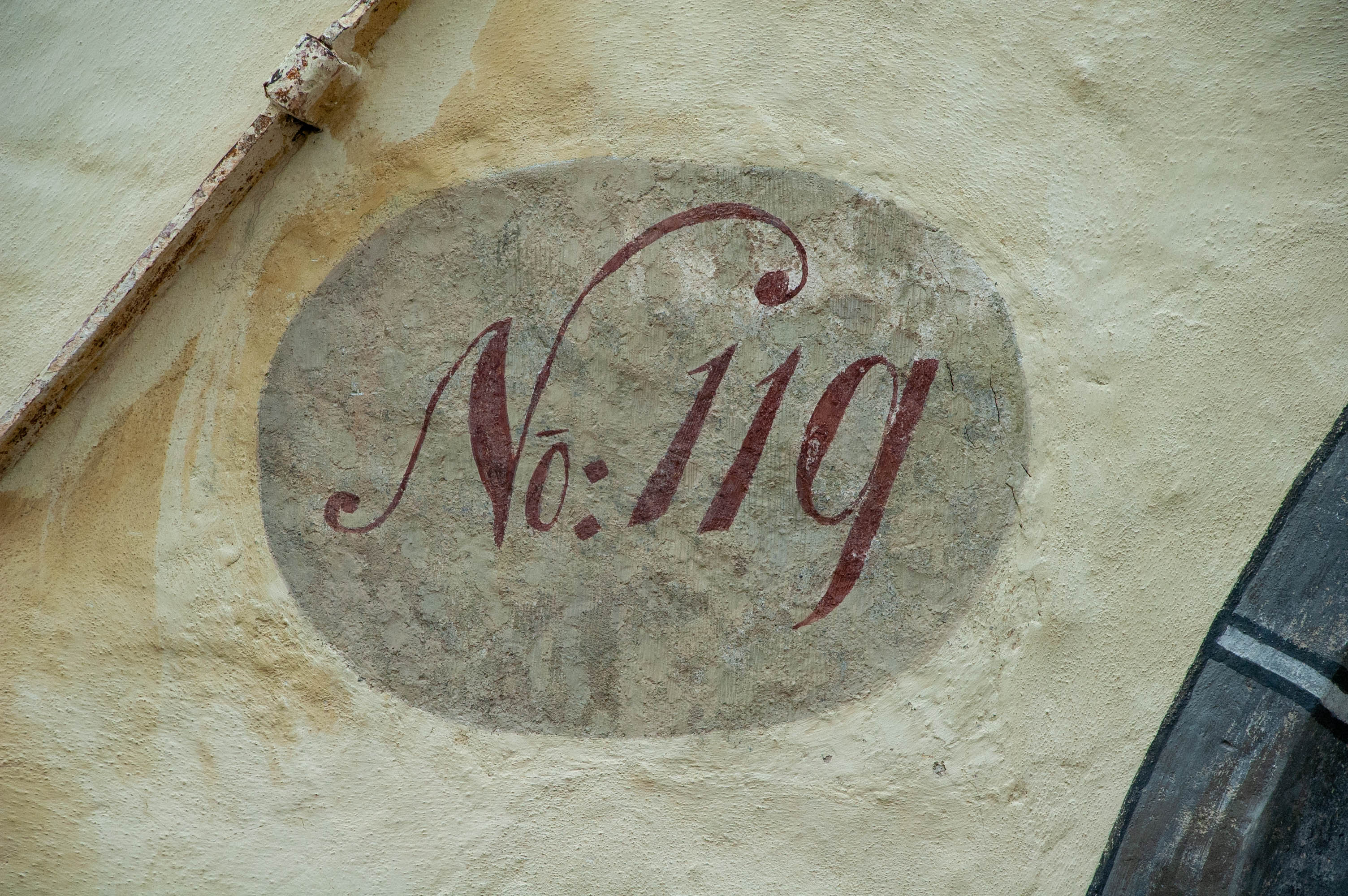
Číslo domu, původní číslování ze 70. let 18. století

Dům je gotického původu, existenci domu lze předpokládat již ve 14. století. Na začátku 15. století byl výrazně přestavěn, z této doby se dochoval fragment malované výzdoby na fasádě do Solní ulice, dům měl tmavě šedou omítku s rytým kvádrováním a bohatě barevně ztvárněné okenní šambrány. Z této doby je částečně zachována i dispozice domu, včetně některých klenutých prostor v přízemí a sklepení objektu. Z období gotiky pochází pravděpodobně i malý zazděný otvor pro odvod kouře pod římsou v levé části fasády do Poštovní ulice, zřejmě pozůstatek dýmné jizby nebo odvodu kouře z kamen ve světnici. I když se dům i dnes nachází v poměrně exponované poloze, dříve se dům nacházel v ještě lukrativnější poloze, přímo na hlavním náměstí. V pol. 15. století bylo původní, téměř dvakrát větší, náměstí rozděleno novým blokem domů. Vznikla tak i dnešní Poštovní ulice a dům tím částečně ztratil na ceně. Pravděpodobně někdy před polovinou 16. století došlo k raně renesanční přestavbě objektu. V rámci této přestavby došlo ke spojení dvou původních úzkých gotických domů v dnešní celek, což dokládá i dvojí úroveň podlahy v přízemí, jakož i rozvržení okenních os v Solní ulici. Dům dostal novou omítku s malovanou renesanční výzdobou (která však čerpá ještě i z pozdně gotických tradic a která je v současné době částečně obnovena) a renesanční atiku. Rovněž proběhla výrazná úprava dispozice s ohledem na propojení obou domů. Dům má podle vyobrazení na obraze Jidřicha de Verle z roku 1670 dvoupatrovou obloučkovou atiku se střídavými obloučky (jako je dochována na domě č.p. 161 a č.p. 181). Z atikového patra zůstala do dnešní doby pouze spodní část, bez vrcholového zakončení. Střecha byla původně dvoupultová se středovým úžlabím, kolmá na fasádu do Solní ulice. Dům byl částečně přestavěn v 19. století, pravděpodobně po požáru města v roce 1832, kdy byl částečně snesen arkýř nad krakorci (opět obnoven při rekonstrukci v roce 1996), snesena vrcholová část atiky, proběhla změna pozic okenních otvorů a dům dostal současné zastřešení. V 50. letech 20. století byla vyměněna původní dvojitá klasicistní okna lícující s fasádou (vnitřní okna s dovnitř otvíravými křídly a vnější okna s ven otvíravými křídly) za současná dvojitá okna (dovnitř otvíravá), zapuštěná za líc fasády. V rámci výměny byly doplněny i současné plastické okenní šambrány kolem oken. V roce 1996 byla obnovena renesanční fasáda domu na základě předchozího restaurátorského průzkumu z roku 1995, provedeného Hynkem Mertou a Tomášem Skořepou. V té souvislosti byl také na boční fasádě nalezen fragment zdobení šambrány středověkého okna, který náleží starší fázi výzdoby a který byl restaurátorsky ošetřen v roce 1999 a analyticky na fasádě prezentován.
V domě se narodil Eustach Koydl junior (* 20. září 1888), revírník prachatických městských lesů.

## Galerie

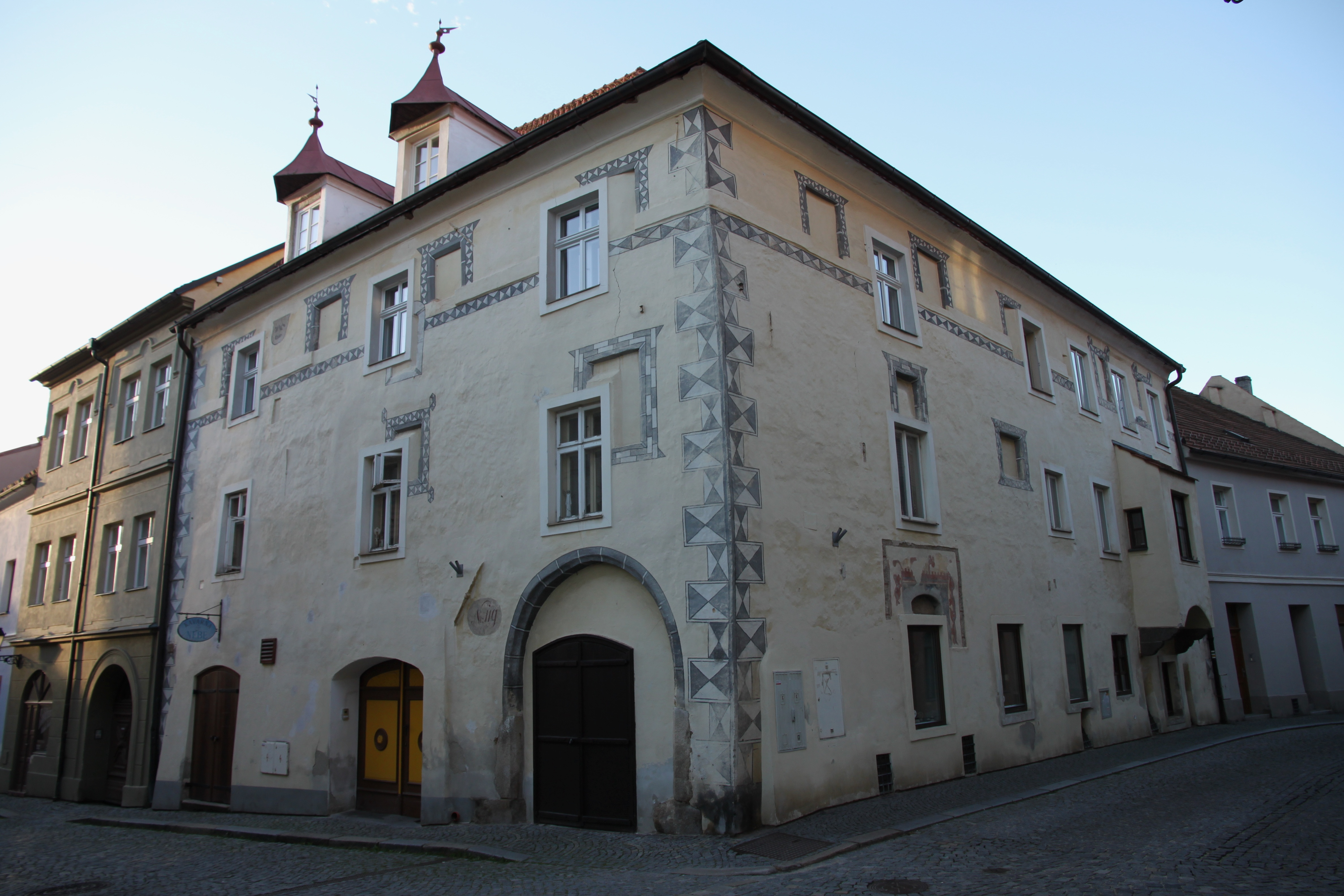
Poštovní 119, uliční průčelí, celkový pohled
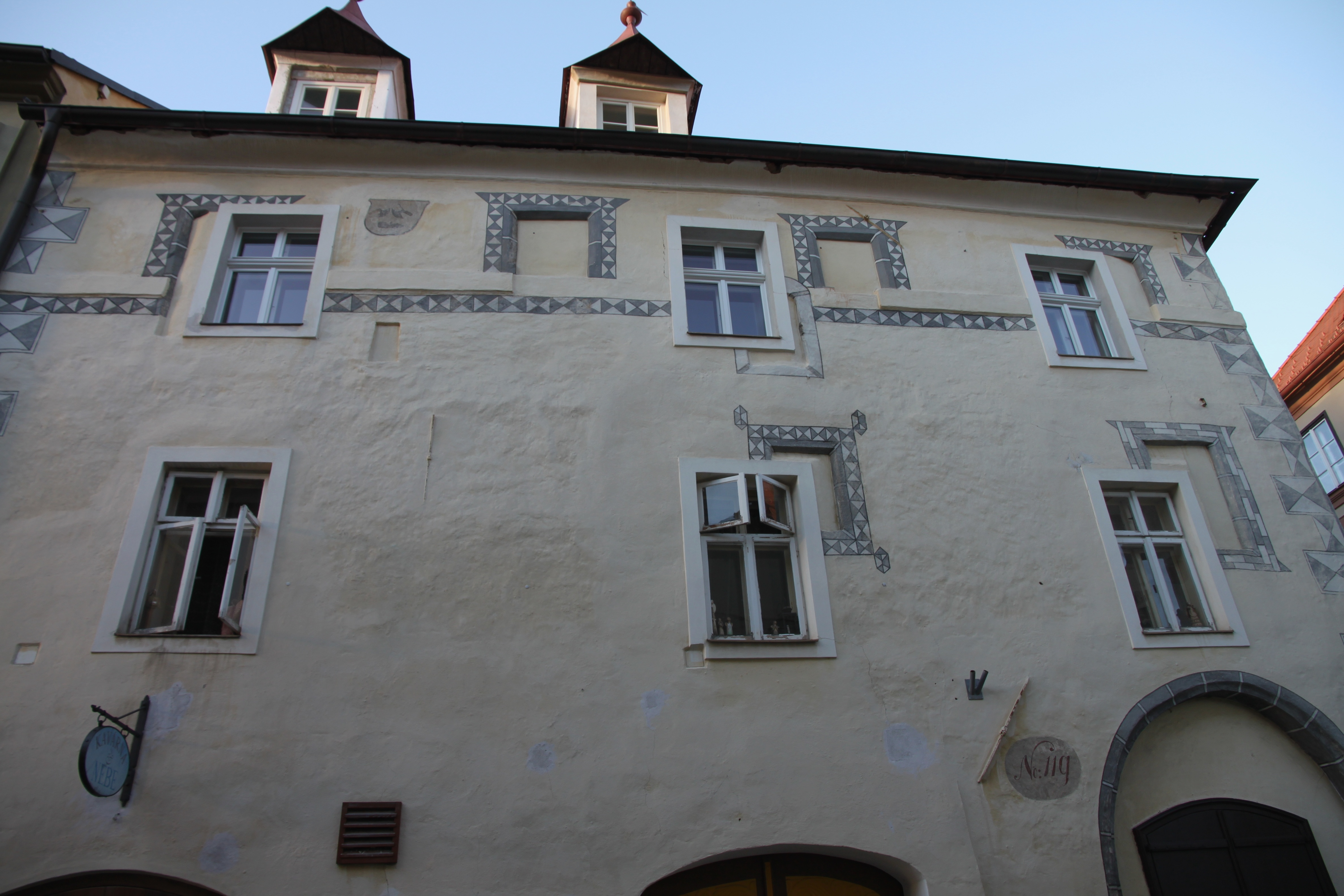
Poštovní 119, uliční průčelí z Poštovní ulice
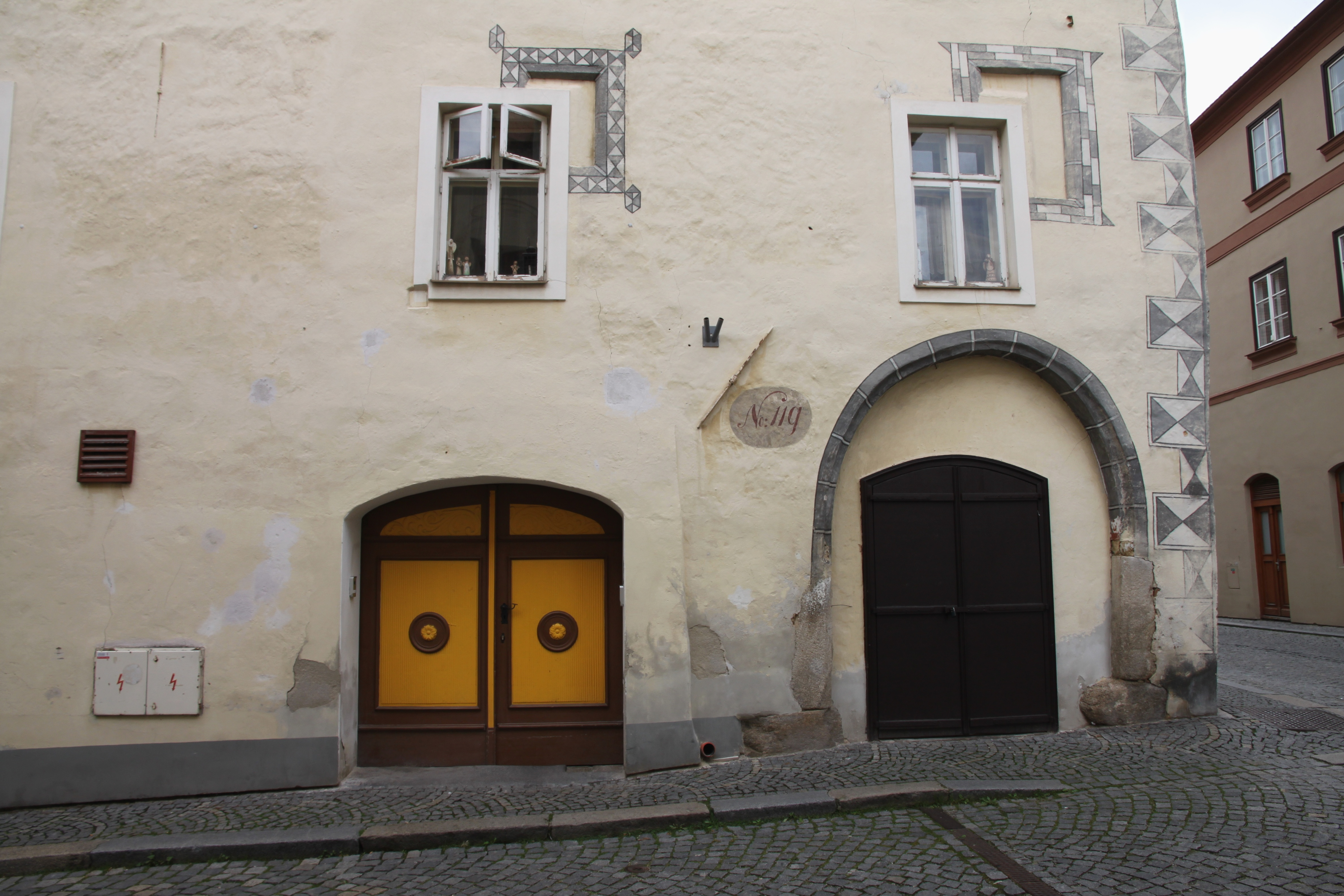
Poštovní 119, uliční průčelí z Poštovní ulice, přízemí
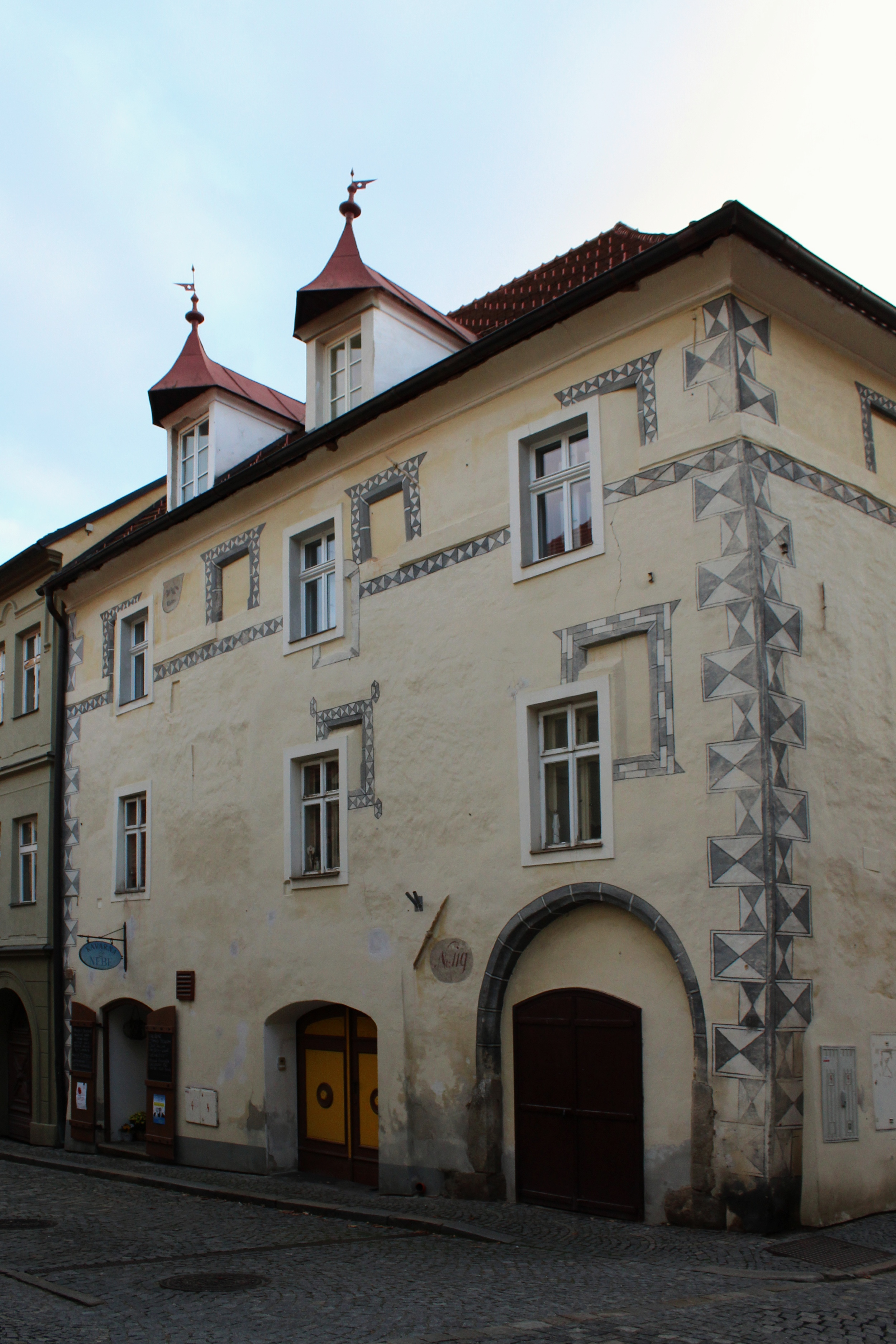
Poštovní 119, uliční průčelí z Poštovní ulice
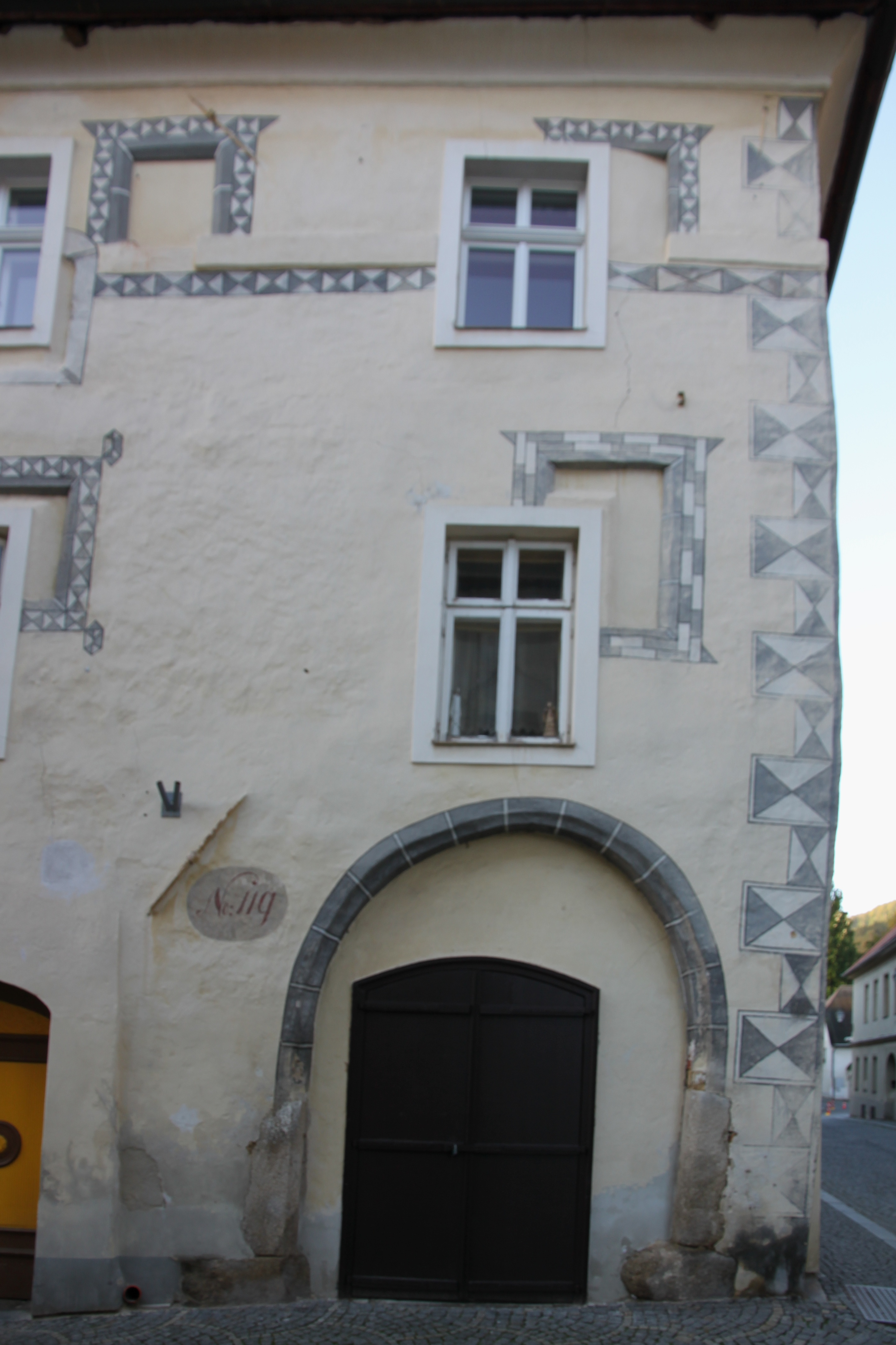
Poštovní 119, nároží budovy z Poštovní ulice
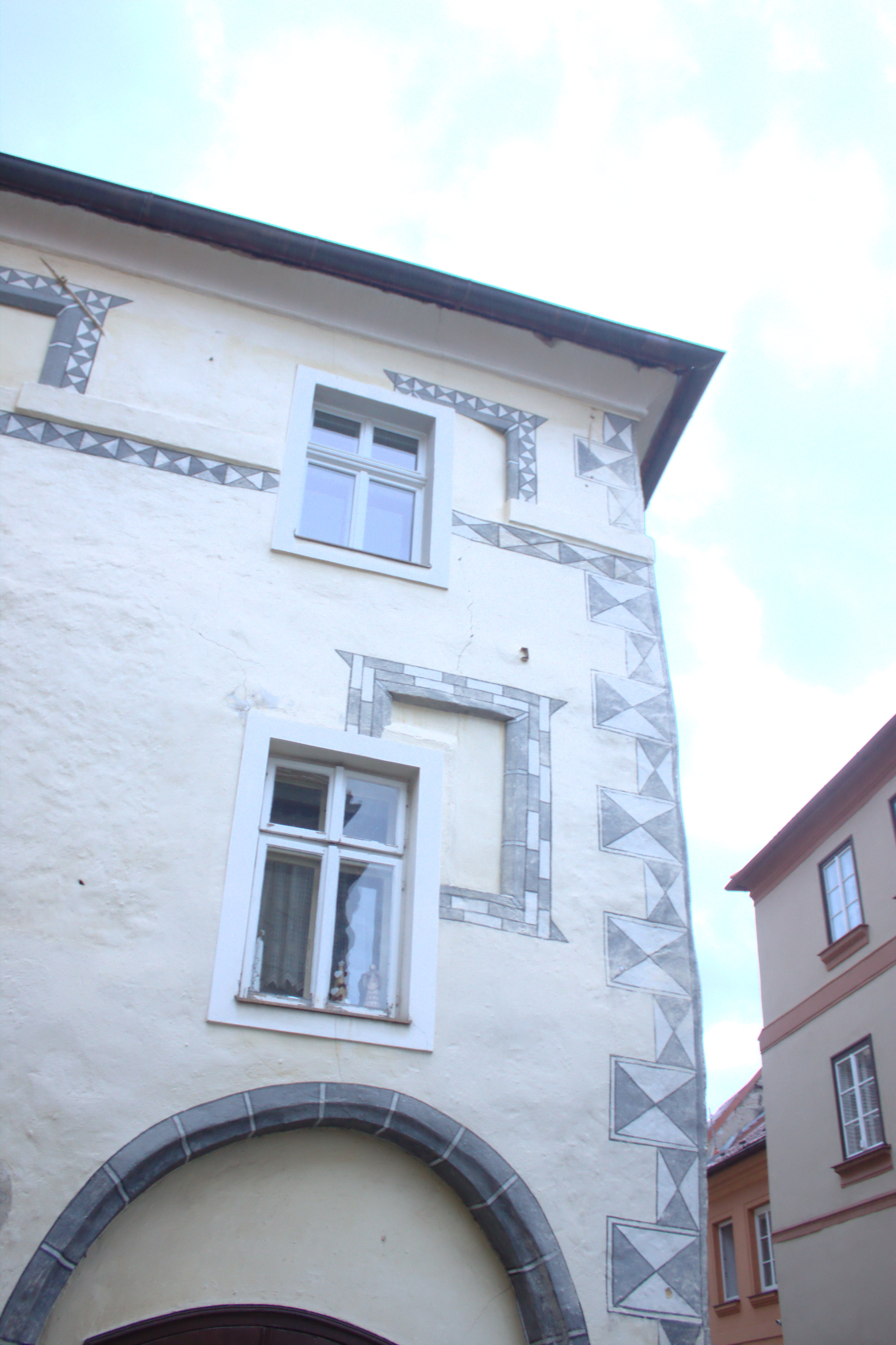
Poštovní 119, nároží budovy z Poštovní ulice
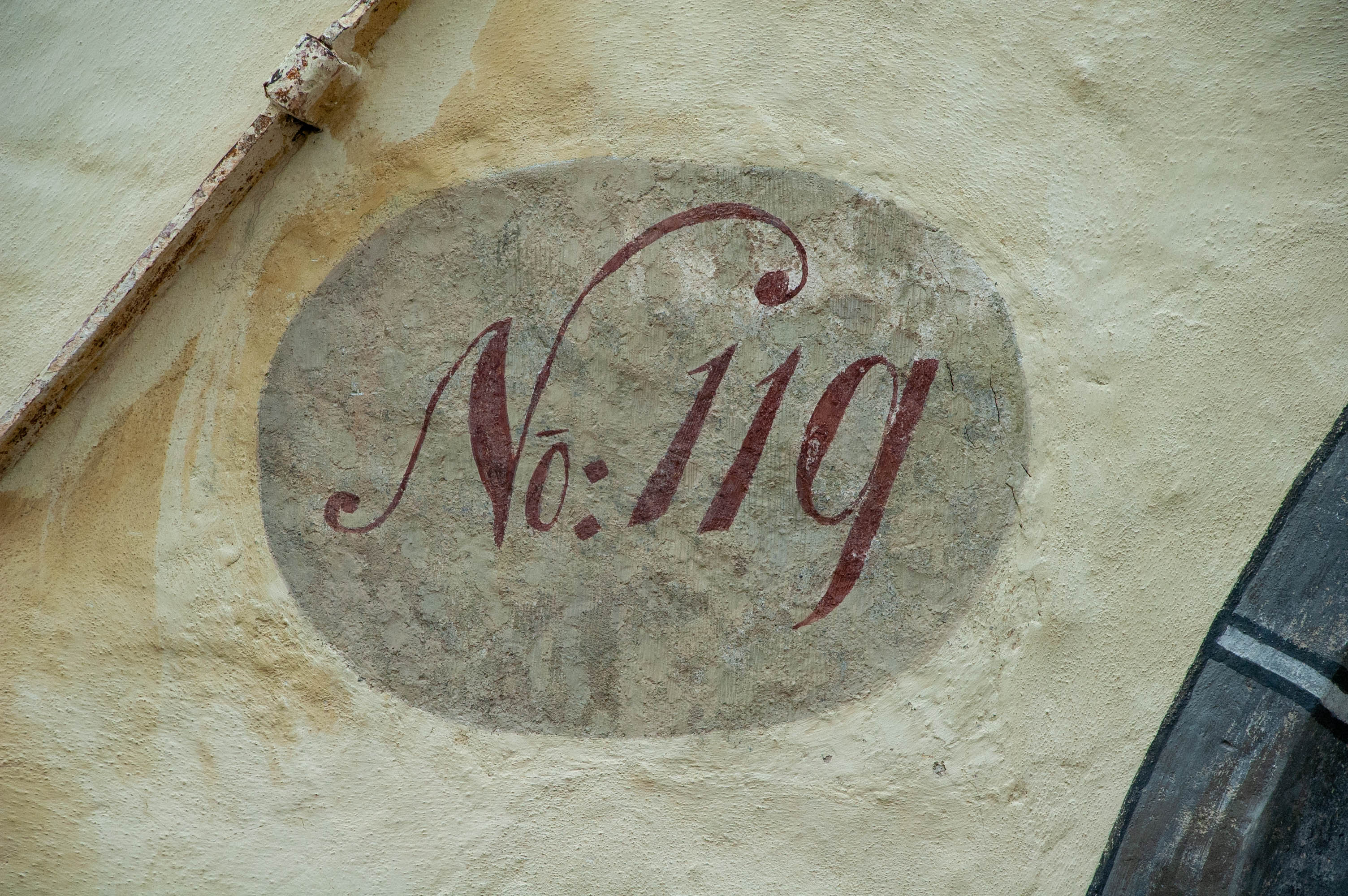
Poštovní 119, číslování domů ze 70. let 18. stol.
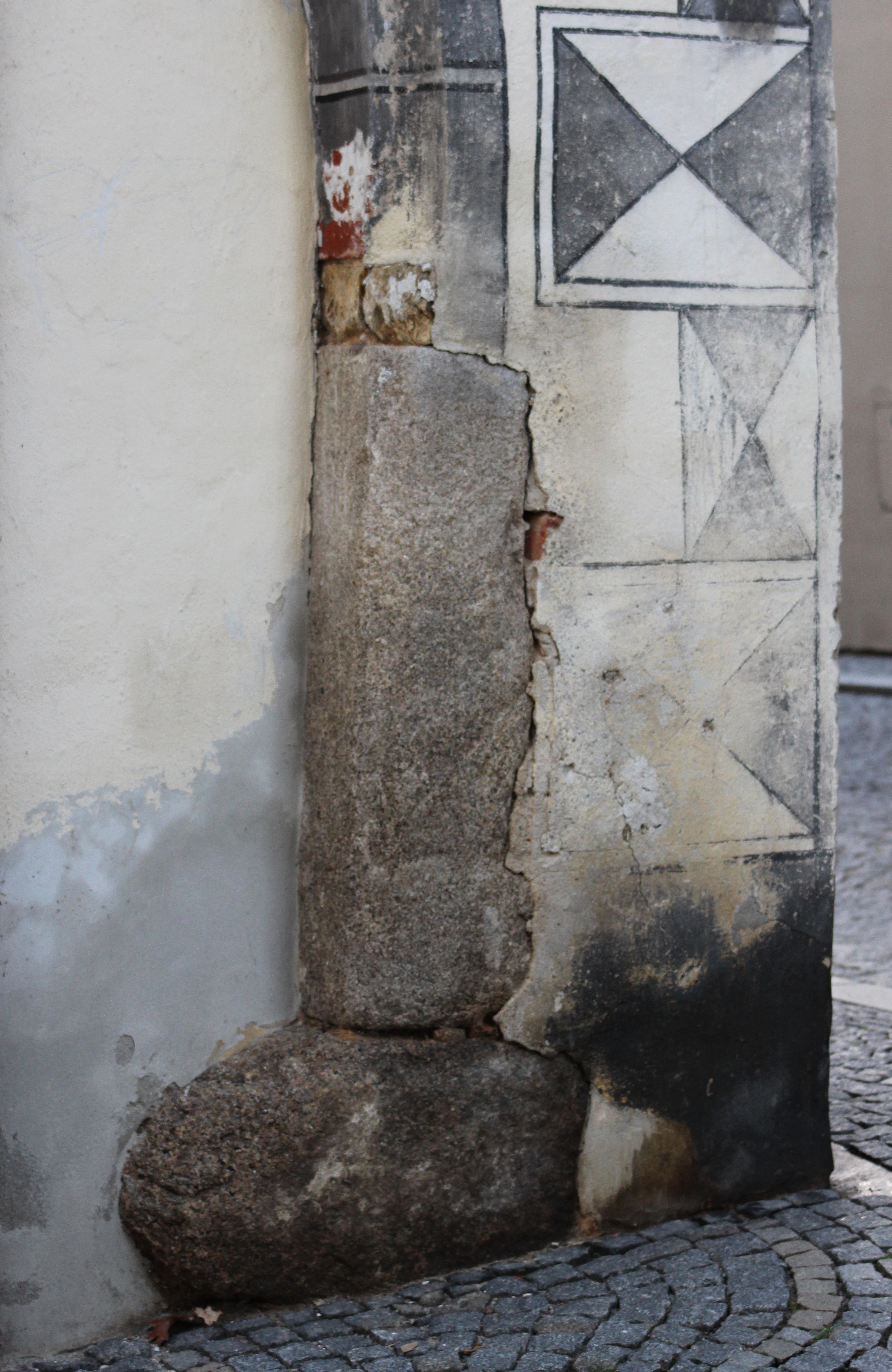
Poštovní 119, detail části gotického portálu
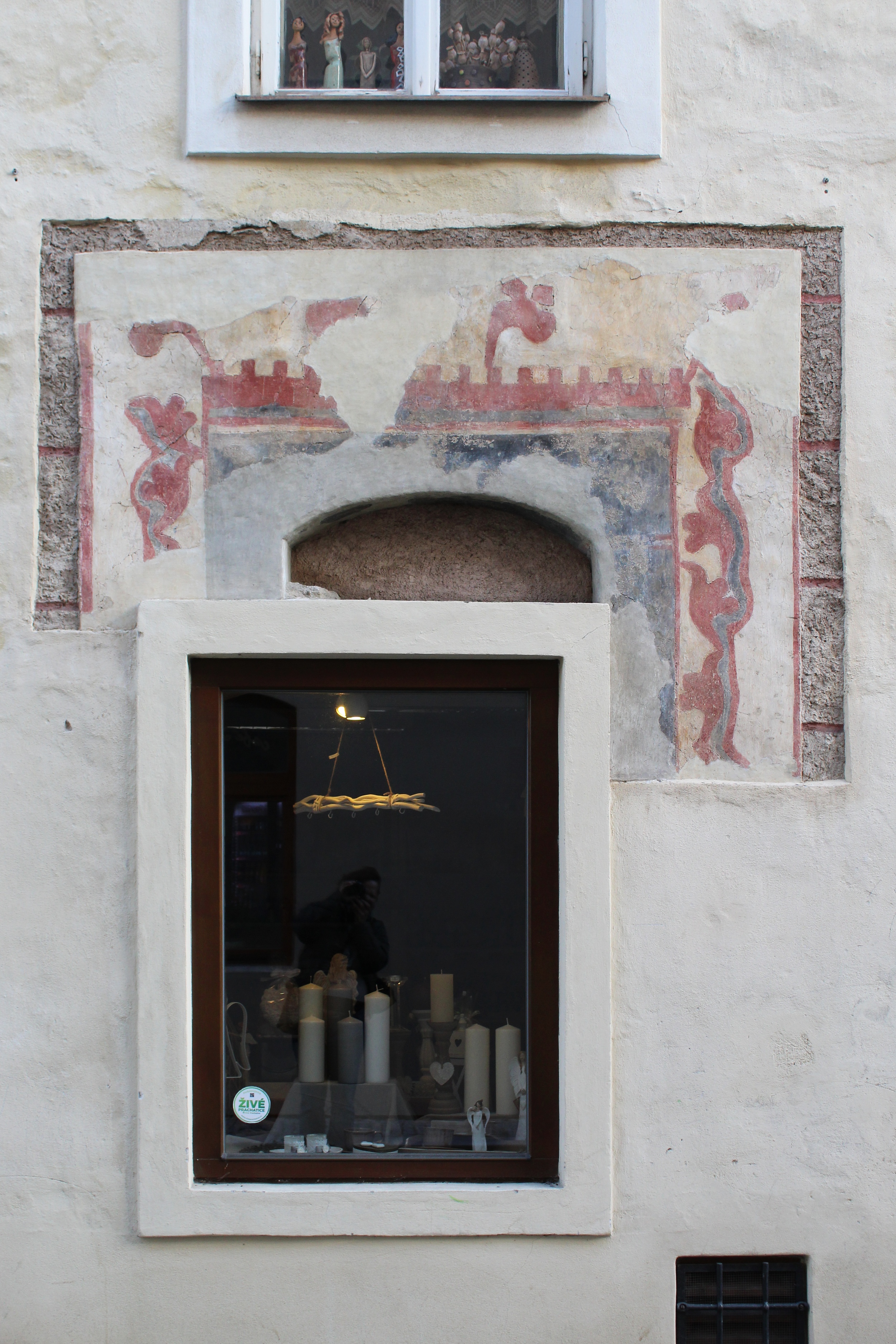
Poštovní 119, Okno s fragmentem středověké výzdoby fasády směrem do Solní ulice
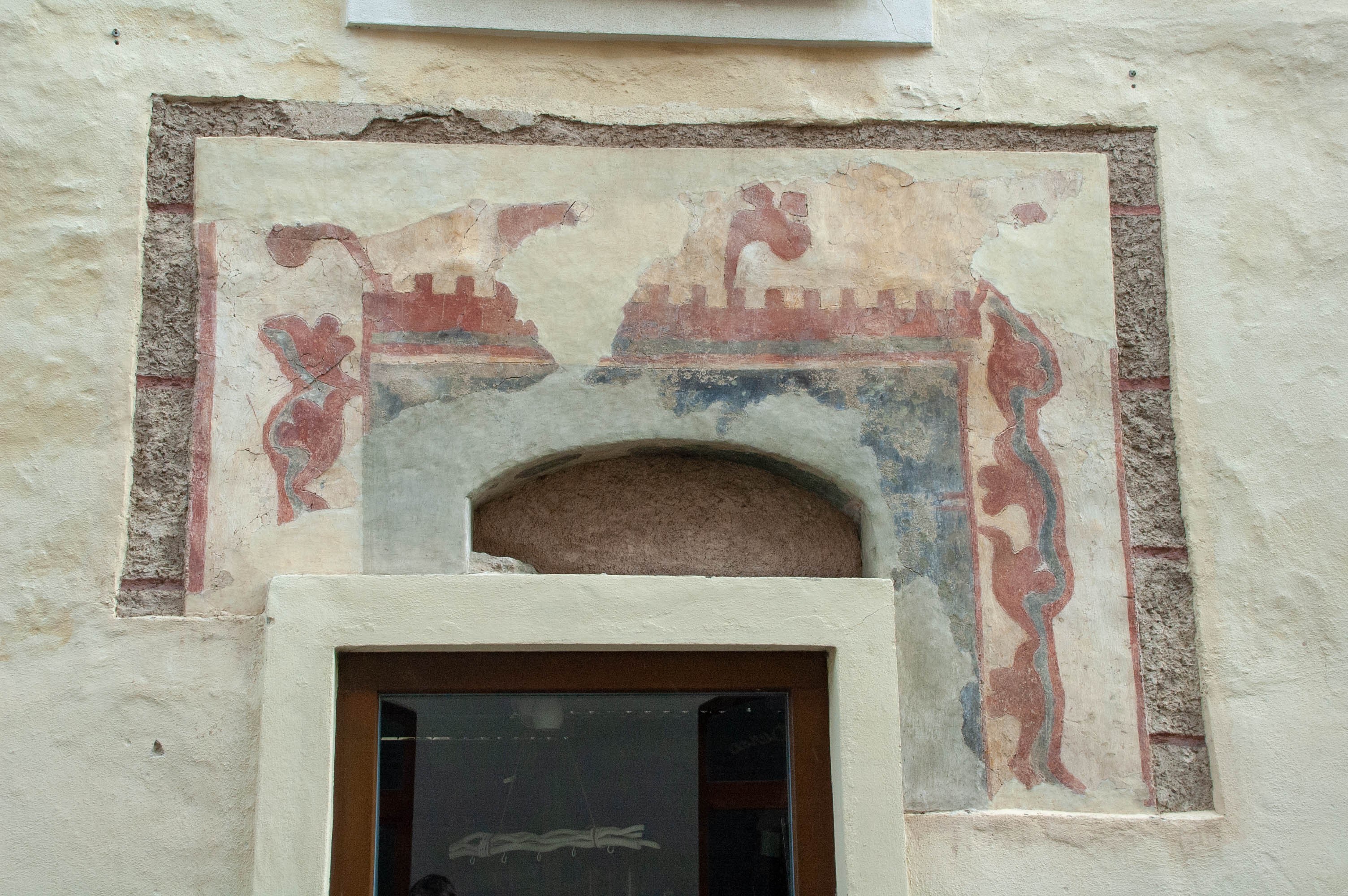
Poštovní 119, detail fragmentu středověké výzdoby fasády do Solní ulice